# Obejo
Obejo is een gemeente in de Spaanse provincie Córdoba in de regio Andalusië met een oppervlakte van 215 km². Obejo telt 2.009 inwoners (1 januari 2016).

## Demografische ontwikkeling
Bron: INE, 1857-2011: volkstellingen